# Muzeum Tradycji Kolejowej w Węgorzewie
Muzeum Tradycji Kolejowej w Węgorzewie – muzeum z siedzibą w Węgorzewie. Placówka jest prowadzona przez Fundację Dziedzictwo Nasze z Węgorzewa, a jego siedzibą są pomieszczenia dawnego dworca kolejowego.
Muzeum powstało w 2007 roku. W jego zbiorach znajdują się eksponaty związane z historią kolejnictwa w Prusach Wschodnich, obecnym województwie warmińsko-mazurskim oraz na Suwalszczyźnie. W ramach wystawy prezentowane są dawne urządzenia i maszyny kolejowe oraz ich części, narzędzia kolejowe, wyposażenie dworców, oznaczenia, wskaźniki kolejowe, dokumenty, mapy, rozkłady jazdy bilety oraz modele pociągów. Oprócz działalności wystawienniczej przy muzeum działa galeria oraz sklep z pamiątkami.
Muzeum jest placówką sezonową, czynną od 1 maja do 31 października (poza sezonem - zwiedzanie po uprzednim uzgodnieniu). Wstęp jest płatny.